# Grezzana

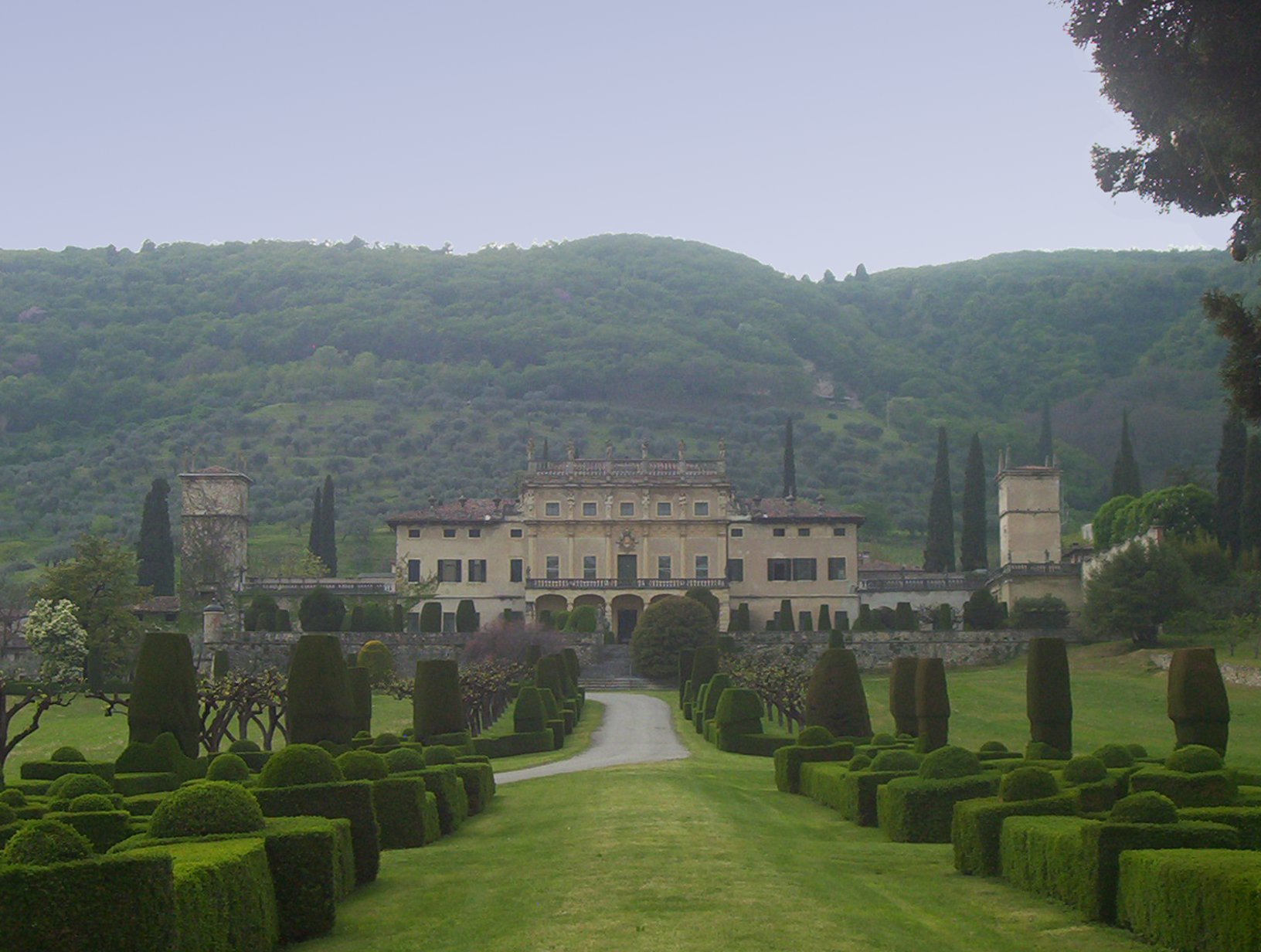
Villa

Grezzana is een gemeente in de Italiaanse provincie Verona (regio Veneto) en telt 10.525 inwoners (31-12-2004). De oppervlakte bedraagt 52,0 km2, de bevolkingsdichtheid is 202 inwoners per km2.
De volgende frazioni maken deel uit van de gemeente: Romagnano

## Demografie
Grezzana telt ongeveer 3851 huishoudens. Het aantal inwoners steeg in de periode 1991-2001 met 7,3% volgens cijfers uit de tienjaarlijkse volkstellingen van ISTAT.
| Jaar | Inwoneraantal |
| ---- | ------------- |
| 1991 | 9360          |
| 2001 | 10.045        |

## Geografie
De gemeente ligt op ongeveer 169 meter boven zeeniveau.
Grezzana grenst aan de volgende gemeenten: Bosco Chiesanuova, Cerro Veronese, Erbezzo, Negrar, Roverè Veronese, Sant'Anna d'Alfaedo en Verona.

## Geboren
- Nocterius (10e eeuw), bisschop van Verona
- Eugenio Turri (1927-2005), schrijver
- Eugenio Dal Corso (1939-2024), kardinaal
- Flaviano Vicentini (1942-2002), wielrenner